# 吕继贤
呂繼賢（英語：Théodore-Herman Rutjes；1833年12月11日—1896年8月4日。聖名：德爾都祿）是天主教荷蘭籍主教及聖母聖心會會士。曾任東三省東蒙古宗座代牧區宗座代牧（1930年-1946年）。

## 生平
吕继贤出生于1833年12月11日，在荷蘭聯合王國海爾德蘭省安恆。年輕時便加入圣母圣心会。1866年12月22日，呂繼賢在22歲時晉鐸，並被派遣前往中國內札薩克蒙古传教。
1883年12月21日，聖座將蒙古宗座代牧區一分為三，成立西南蒙古宗座代牧區、中蒙古宗座代牧區及東蒙古宗座代牧區。呂繼賢獲時任教宗良十三世任命為東三省東蒙古宗座代牧區宗座代牧，領銜巴勒斯坦刺五加教區主教。1884年5月21日，由同修會的中蒙古宗座代牧巴耆賢主教主禮晉牧。
1890年5月25日，呂繼賢主教為紀隆主禮晉牧遼東滿州宗座代牧。
1896年8月4日，吕继贤主教在清朝內札薩克蒙古朝陽松树嘴子的主教府去世 ，享年52歲。